# Медведев, Юрий Валерьевич
Ю́рий Вале́рьевич Медве́дев (3 января 1990) — российский футболист, защитник.

## Карьера
Начал карьеру в московском «Динамо», но не сумел там пробиться в основу и в 2010 году стал свободным агентом. В 2010 году играл на любительском уровне за ФК «Плавск».
В 2011 году присоединился к тульскому «Арсеналу» и в сезоне 2011/12 сыграл 16 матчей в турнире ЛФЛ. В следующих сезонах потерял место в составе первой команды и играл за «Арсенал-2» в ПФЛ. В премьер-лиге в составе «Арсенала» дебютировал 21 марта 2015, когда главный тренер Дмитрий Аленичев в качестве протеста против переноса игры в Москву выставил дублирующий состав в матче против ЦСКА. Матч завершился со счётом 4:1 в пользу армейцев, Медведев отыграл 17 минут.
Играл за любительский клуб «Алексин»